# OUR DECADE
OUR DECADE（アワー・ディケイド）とは、1979年6月25日に日本コロムビアより発売されたゴダイゴの4枚目のオリジナル・アルバムである。

## 概要
- サブ・タイトルは「70年代-僕たちの時代」。
- LPでは1〜8がA面、9〜15がB面である。
- ライナー・ノーツ（歌詞カード）には奈良橋陽子による解説が英語で書かれている。日本語による訳詞も書かれており、訳詞は山本安見が担当している。
- 歌詞は全詞英語で、こちらの訳詞も山本安見が担当している。
- アルバム発売に先立ち、『はるかな旅へ(c/w:トライ・トゥ・ウェイク・アップ・トゥ・ア・モーニング)』がシングル・カットされている。
- 収録曲「THE SUN IS SETTING ON THE WEST」はNHK土曜ドラマ「男たちの旅路」第4部・第3話「車輪の一歩」（脚本・山田太一、1979年11月24日放送）の劇中曲としても知られている。

## 収録曲
1. PROGRESS AND HARMONY（プログレス・アンド・ハーモニー）
  - 作詞:奈良橋陽子　作曲:タケカワユキヒデ　編曲:ミッキー吉野
2. EASY RIDER（イージー・ライダー）
  - 作詞:奈良橋陽子　作曲:タケカワユキヒデ　編曲:ミッキー吉野
3. SHOCK, SHOCK, SHOCK（ショック、ショック、ショック）
  - 作詞:奈良橋陽子　作曲:タケカワユキヒデ　編曲:ミッキー吉野
4. TRY TO WAKE UP TO A MORNING（トライ・トゥ・ウェイク・アップ・トゥ・ア・モーニング）
  - 作詞:奈良橋陽子　作曲・編曲:ミッキー吉野
    - 1979年の第2回『24時間テレビ 「愛は地球を救う」』のテーマソング
5. CLOSE-UPS（クロス・アップ）
  - 作詞:奈良橋陽子　作曲・編曲:ミッキー吉野
6. DEEP RED（ディープ・レッド）
  - 作詞:奈良橋陽子　作曲・編曲:ミッキー吉野
7. PURPLE POISON（パープル・ポイズン）
  - 作詞:奈良橋陽子　作曲・編曲:ミッキー吉野
8. LIGHTING MAN（ライティング・マン）
  - 作詞:奈良橋陽子　作曲・編曲:ミッキー吉野
9. A BORING DAY (UP THE MOON)（ア・ボーリング・デイ (アップ・オン・ザ・ムーン)）
  - 作詞:奈良橋陽子　作曲・編曲:ミッキー吉野
10. IMITATION（イミテーション）
  - 作詞:奈良橋陽子　作曲:タケカワユキヒデ　編曲:ミッキー吉野
11. THE SUN IS SETTING ON THE WEST（ザ・サン・イズ・セッティング・オン・ザ・ウエスト）
  - 作詞:奈良橋陽子　作曲:タケカワユキヒデ　編曲:ミッキー吉野
12. THE DRAGON'S COME ALIVE（ザ・ドラゴンズ・カム・アライヴ）
  - 作詞:奈良橋陽子　作曲:タケカワユキヒデ　編曲:ミッキー吉野
13. WHERE'LL WE GO FROM NOW（はるかな旅へ）
  - 作詞:奈良橋陽子　作曲:タケカワユキヒデ　編曲:ミッキー吉野
    - この曲には、『「アバランチ・エクスプレス」愛のテーマ』という別名がある。
14. PROMISE AT DAWN（プロミス・アット・ドーン）
  - 作詞:奈良橋陽子　作曲:タケカワユキヒデ　編曲:ミッキー吉野
15. REFRAIN OF PROGRESS AND HARMONY（リフレイン・オヴ・プログレス・アンド・ハーモニー）
  - 作詞:奈良橋陽子　作曲:タケカワユキヒデ　編曲:ミッキー吉野